# Dinsmoor-Gletscher
Der Dinsmoor-Gletscher ist ein Gletscher im Grahamland auf der Antarktischen Halbinsel. Er fließt vom Südrand des Detroit-Plateaus in östlicher Richtung zum Edgeworth-Gletscher, den er nordöstlich des Mount Elliott erreicht.
Der Falkland Islands Dependencies Survey kartierte ihn anhand eigener Vermessungen aus den Jahren von 1960 bis 1961. Das UK Antarctic Place-Names Committee benannte ihn am 12. Februar 1964 nach dem US-amerikanischen Erfinder Charles Dinsmoor (1834–1904), der 1886 ein Kettenfahrzeug entwickelte, das ab 1906 von der Holt Manufacturing Company aus dem kalifornischen Stockton in Serie gebaut und vertrieben wurde.